# Ottavio Fantoni
Ottavio Fantoni (ur. 4 kwietnia 1907 w Belo Horizonte, zm. 8 lutego 1935 w Rzymie) – brazylijsko-włoski piłkarz grający na pozycji pomocnika. Urodził się jako Octavio Fantoni, w Brazylii znany był również jako Nininho, a we Włoszech jako Fantoni II.

## Życiorys
Octavio Fantoni urodził się w Belo Horizonte w rodzinie emigrantów z Toskanii. Miał trzech kuzynów, którzy także byli piłkarzami: João (znany także jako Ninão lub Fantoni I), Leonidio (znany jako Niginho i Fantoni III) oraz Orlando (znany we Włoszech jako Fantoni IV).
Octavio Fantoni karierę rozpoczął w Cruzeiro EC, ówcześnie nazywającym się Palestra Itália i będący klubem głównie dla włoskich imigrantów. W latach 1929 i 1930 zdobył Campeonato Mineiro - mistrzostwo stanu Minas Gerais. W 1930 roku wraz z kuzynem João wyjechał do ojczyzny przodków. We Włoszech zostali piłkarzami S.S. Lazio (po dwóch latach dołączył do nich Leonidio, który wraz z João wrócił do Brazylii wkrótce po śmierci Ottavio. Orlando Fantoni grał w Lazio w latach 40. XX wieku), a Octavio zaczął posługiwać się włoską wersją swojego imienia - Ottavio.
W 1934 roku Fantoni II otrzymał włoskie obywatelstwo, a 25 marca 1934 już formalnie jako Ottavio Fantoni, zadebiutował w reprezentacji Włoch. Wygrane 4:0 spotkanie z Grecją w eliminacjach mistrzostw świata 1934 było jego jedynym meczem w reprezentacji.
20 stycznia 1935 roku w meczu z Torino FC zderzył się z jednym z rywali i uszkodził nos. Fantoni opuścił boisko, ale po pięciu minutach na nie wrócił, by dokończyć spotkanie. Po kilku dniach trafił jednak do szpitala z wysoką gorączką. Okazało się, że przez złamaną kość nosową i wynikające z tego osłabienie organizmu, Fantoni doznał zakażenia, które wywołało sepsę, a w konsekwencji śmierć - 8 lutego. Ottavio Fantoni pozostawił żonę i dwie córki.